# Умершие в июле 1998 года
Это список известных людей, соответствующих установленным критериям значимости (см. Википедия:Критерии значимости персоналий), умерших в июле 1998 года.
Причина смерти указывается лишь в исключительных случаях (убийство, самоубийство, гибель в результате военных действий, смертная казнь, ДТП или несчастные случаи). В остальных случаях — не указывается.
- 2 июля — Владимир Танчер (83) — советский и украинский религиовед.
- 3 июля — Лев Рохлин (51) — российский политический и военный деятель, депутат Государственной Думы РФ 2-го созыва, председатель Комитета Госдумы по обороне (1996—1997), генерал-лейтенант; убийство.
- 3 июля — Иван Сергунин (81) — Герой Советского Союза.
- 3 июля — Дункан Уайт (80) — легкоатлет, первый призёр Олимпийских игр в истории Шри-Ланки.
- 4 июля — Виктор Корецкий (89) — советский график.
- 5 июля — Иван Зиновьев (79) — Герой Советского Союза.
- 6 июля — Харитон Ляшенко (98) — Полный кавалер Ордена славы.
- 11 июля — Анатолий Сухой (76) — советский партийный, хозяйственный и военный деятель.
- 11 июля — Вадим Тихомиров (66) — профессор, специалист в области морфологии и систематики высших растений, флористики и охраны природы.
- 12 июля — Аркадий Ильич Осташев (род. 1925), советский и российский учёный, конструктор ракетно-космических систем, инженер-механик, участник запуска первого искусственного спутника Земли и первого космонавта, кандидат технических наук, доцент, лауреат Ленинской (1960) и Государственной (1979) премий, один из ведущих руководителей работ в области экспериментальной отработки изделий ракетной техники ОКБ-1, ученик и соратник Сергея Павловича Королёва.
- 12 июля — Андрей Поздеев (71)  российский и советский художник.
- 13 июля — Игорь Иванов (78) — Герой Советского Союза.
- 13 июля — Дмитрий Овсянников (74) — Герой Советского Союза.
- 14 июля — Хаим Бен-Ашер (94) — израильский политический деятель.
- 14 июля — Марк Галлай (84) — советский лётчик-испытатель, писатель, Герой Советского Союза.
- 14 июля — Ричард «Дик» МакДональд (89) — один из двух братьев, открывших в 1940 первый ресторан быстрого питания «McDonald’s» (Сан-Бернардино, Калифорния).
- 16 июля — Павел Блинов (77) — Герой Советского Союза.
- 16 июля — Джон Болл (73) — английский футболист, защитник.
- 18 июля — Валентин Подпомогов (64) — советский художник-постановщик игрового и анимационного кино.
- 18 июля — Микола Лебедь — деятель ОУН, сторонник Степана Бандеры.
- 20 июля — Виталий Западнюк (72) — советский и украинский фармаколог и публицист.
- 20 июля — Тосси Спиваковский — американский скрипач и музыкальный педагог.
- 21 июля — Константин Абрамов (86) — Герой Советского Союза.
- 21 июля — Цезарь Дычинский (93) — советский работник сельского хозяйства, агроном зерносовхоза, Герой Социалистического Труда.
- 21 июля — Алан Шепард (74) — американский астронавт, контр-адмирал американских ВМС, первый американец, совершивший суборбитальный космический полёт.
- 22 июля — Владимир Дудинцев (79) — советский российский писатель.
- 22 июля — Герман Прей (69) — немецкий оперный и камерный певец (баритон).
- 22 июля — Николай Турбин (85) — советский генетик и селекционер, академик АН Белорусской ССР.
- 23 июля — Иван Буров (77) — 1-й секретарь Павлодарского областного комитета КП Казахстана (1965 - 1975)
- 25 июля — Николай Дёмин (79) — Герой Советского Союза.
- 25 июля — Владимир Углянский (80) — командующий 76-й воздушной армии.
- 27 июля — Бинни Барнс (95) — британская актриса.
- 27 июля — Михаил Титлов (85) — Герой Советского Союза.
- 28 июля — Анатолий Кисляков (80) — Герой Советского Союза.
- 28 июля — Збигнев Херберт (73) — польский поэт, драматург, эссеист.
- 30 июля — Освальд Руфайзен — католический монах-кармелит еврейского происхождения.
- 31 июля — Давид Вайсбанд (91) — советский военачальник, полковник.